# Ступка, Дмитрий Остапович
Дмитрий Остапович Ступка (укр. Дмитро Остапович Ступка; род. 6 сентября 1986, Киев) — украинский актёр театра и кино. Актёр киевского театра имени Ивана Франко. Сын народного артиста Украины Остапа Ступки; внук народного артиста СССР Богдана Ступки.

## Биография
Дмитрий Ступка происходит из известной актёрской династии. Отец, Остап Ступка — театральный и киноактер, мать, Татьяна, однокурсница его отца.
Первый выход Дмитрия Ступки на профессиональную театральную сцену состоялся 4 апреля 2009 года в спектакле «Женитьба» (по Николаю Гоголю), в ней он играет несколько эпизодических ролей — Степана (слугу Подколесина), Дуняшу (девочку в доме невесты) и компаньона Старикова.
В 2010 году окончил Киевский Национальный университет театра, кино и телевидения им. И. Карпенко-Карого (бакалавр актёрского искусства драматического театра и кино). С того же года он работает актёром в Национальном театре имени Ивана Франко.

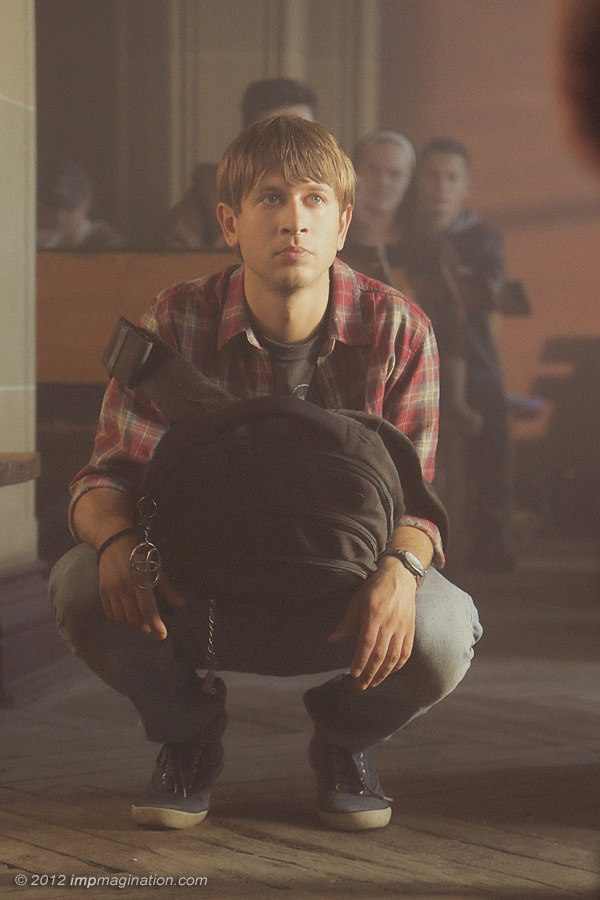
Дмитрий Ступка в 2012 году

С 2007 года снимается в кино. Сыграл в нескольких российских и украинских фильмах и сериалах; сыграл одну из главных ролей в фильме «Мы из будущего 2». В 2008 году снялся в фильме Кшиштофа Занусси «Сердце на ладони». В 2013 году сыграл главную роль в фильме Любомира Левицкого «Тени незабытых предков».
11 марта 2016 года состоялась регистрация брака Дмитрия с телеведущей Полиной Логуновой.
25 апреля 2017 года у пары родилась дочь Богдана Дмитриевна Ступка.

## Фильмография
1. 2006 — Возвращение Мухтара 2 (77-я серия «Золотые рыбки») — Егор
2. 2008 — Бывшая (сериал) — подросток
3. 2008 — Сердце на ладони — папарацци
4. 2009 — Блондинка в нокауте
5. 2010 — Мы из будущего 2 — Сергей («Серый») Мельник
6. 2010 — Непрухи (сериал) — ассистент Гиннеса
7. 2010 — Боксеры предпочитают блондинок — Митя
8. 2011 — Пончик Люся (сериал) — Александр
9. 2011 — Садовник (короткометражный)
10. 2012 — Женский доктор (38-я серия «Месть, как холодная закуска») — Евгений, отец ребёнка Даны
11. 2012 — Каста
12. 2013 — Тени незабытых предков — Ваня «Воланчик»
13. 2013 — Хуторянин — Тимофей Омельчук
14. 2014 — Киевский торт
15. 2014 — Пляж — Вадик Карбанов
16. 2015 — Алмазный крест — Константин Павлович Осипов
17. 2015 — Дело Ангела — Паша
18. 2015 — Манекен (короткометражный)
19. 2015 — Гвардия (сериал) — Дюк
20. 2016 — Поездка за счастьем  (Экспресс-командировка) (сериал) — брат Михаила
21. 2017 — Правило Боя — Димон
22. 2018 — Круты 1918 — Симон Петлюра
23. 2018 — Эфир — жандарм
24. 2020 — Булатов — бандит
25. 2020 — Голая правда — Андрей
26. 2020 — Нереальный КОПец — Василий Бурундяк

## Театральные работы

### Национальный академический драматический театр им. Ивана Франко
Занят в спектаклях театра им. Ивана Франко
1. 2005 (ввод) — «Ромео и Джульетта» У. Шекспира; реж. В. Козьменко-Делинде — Эскал
2. 2009 — «Женитьба» Н. Гоголя; реж. В. Козьменко-Делинде — Степан / Дуняшка / извозчик
3. 2011 — «Гимн демократической молодёжи» С. Жадана; реж. Ю. Одинокий — Боксёр за справедливость / «Суперксерокс»
4. 2011 — «Золушка» Е. Шварца; реж. П. Ильченко — Принц
5. 2012 — «Жена есть Жена» А. Чехова; реж. В. Козьменко-Делинде — лакей / Тузенбах
6. 2013 — «Чайка» А. Чехова; реж. В. Козьменко-Делинде — Константин Гаврилович Треплев
7. 2017 — «Джельсомино в стране лжецов»  Д.Штайн по мотивам повести Джанни Родари; реж.  Д.Штайн - Бананито [5]

### Другие театры
- 2011 — «Месяц в деревне» И. Тургенева; реж. В. Козьменко-Делинде — Алексей Николаевич Беляев, студент, учитель Коли (Киевский академический театр юного зрителя на Липках)[6][7]
- 2017 — «Преступление и наказание» Ф. Достоевского; реж. Игорь Магда — Родион Раскольников (антреприза)[8]

### Телевидение и реклама
- 2015 — Рекламный ролик препарата «Амизон» фармацевтической компании «Фармак» (реж. Алексей Шапарев)[9]
- 2017 — Рекламный ролик «Киевстар» (реж. Панос Коронис) — Лев Михайлович[10]